# Neoplàsia
Una neoplàsia (o rarament denominada neoplasma) és un creixement anormal de teixit. Dit d'una altra manera, un grup de cèl·lules que es multipliquen en excés eludint els diversos mecanismes orgànics destinats a evitar-ho, com ara els del sistema immunitari. La paraula ve del grec antic νεο- neo "nou" i plasma πλάσμα "formació, creació". Aquest creixement anormal generalment, però no sempre, forma un tumor (o massa).
L'Organització Mundial de la Salut classifica els tumors en quatre grups principals:
- Neoplàsies benignes
- Neoplàsies in situ
- Neoplàsies malignes o càncers
- Neoplàsies de comportament incert o desconegut.

Abans del creixement anormal (conegut com a neoplàsia), les cèl·lules experimenten sovint canvis en la seva morfologia histològica, com ara una metaplàsia o una displàsia. No obstant això, la metaplàsia i la displàsia no sempre progressen a neoplàsia. La multiplicació de les cèl·lules neoplàsiques supera i no està coordinada amb el creixement dels teixits normals del seu voltant. Fins i tot persisteix d'una manera excessiva després del cessament dels estímuls que la desencadenen.

## Tipus de neoplàsies
Generalment, les diferències presents entre els dos tipus de neoplàsies són clares:

### Neoplàsies benignes
- Tenen un creixement limitat.
- Estan clarament localitzades.
- Presenten una certa adhesió cel·lular.[9]
- Creixement: tenen inhibició per contacte.
- Estan encapsulades per teixit connectiu, per tant l'extirpació és fàcil. Els adenomes tubulars[10] i els hamartomes mamaris són un exemple.[11]
- Canvis morfològics: les cèl·lules són semblants a les cèl·lules madures del teixit d'origen.
- Canvis funcionals: les cèl·lules conserven les funcions pròpies del teixit d'origen, p. ex. si secretava hormones, ho seguirà fent però amb una hipersecreció.
- Velocitat de creixement: sol ser menor.
- No solen tenir metàstasis.

### Neoplàsies malignes

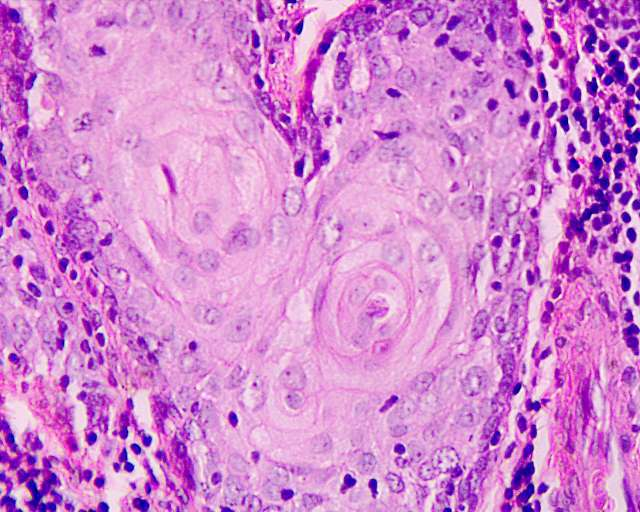
Preparació microscòpica tenyida amb hematoxilina/eosina d'un carcinoma de laringe. Noteu la diferència en la morfologia de les cèl·lules tumorals respecte al teixit que l'envolta. Els nuclis, tenyits de blau, estan més compactats en el teixit circumdant que en les cel·lules tumorals, cosa que indica que les cèl·lules tumorals tenen un elevat nivell d'expressió gènica i replicació de l'ADN.

O càncers, tenen un creixement desordenat.
Tumors indiferenciats o poc diferenciats; el grau d'anaplàsia, o absència de diferenciació, dona una idea de la seva malignitat: com més anaplàstic, més maligne i amb pitjor pronòstic.
- Creixement: no tenen inhibició per contacte.[15]
- No estan encapsulats i poden envair teixits, per tant la seva resecció quirúrgica és difícil.
- Canvis morfològics: les cèl·lules són diferents, pleomòrfiques[16] i més primitives.
- Canvis funcionals: les cèl·lules no tenen la funció tissular que els correspon. N'és un exemple les anomenades síndromes paraneoplàstiques,[17] en les quals el tumor produeix diverses substàncies que no són pròpies del teixit original.[18]
- Velocitat de creixement: sol esser major i sovint és exponencial,[19] ja que com més indiferenciades o anaplàstiques siguin les seves cèl·lules més ràpidament es divideixen.[20]
- Alta activitat mitòtica.[21]
- Disseminació a distància: Ja que poden presentar metàstasis (implants tumorals no continus al tumor primari).[22]

### Neoplàsies potencialment malignes
Inclouen les neoplàsies in situ, alguns adenomes pleomòrfics, els tumors fil·loides i els tumors miofibroblàstics inflamatoris. No envaeixen, ni destrueixen els teixits circumdants, però amb el temps es poden transformar en un càncer.

## Característiques de les neoplàsies benignes i malignes
| Característica      | Benigna                                                              | Maligna                                                                                       |
| ------------------- | -------------------------------------------------------------------- | --------------------------------------------------------------------------------------------- |
| Diferenciació       | Les cèl·lules tumorals s'assemblen a les cèl·lules madures originals | Les cèl·lules tumorals en major o menor grau no s'assemblen a les cèl·lules madures originals |
| Tassa de creixement | Lenta; pot interrompre o retrocedir                                  | Ràpida, autònoma; generalment no interromp ni retrocedeix                                     |
| Tipus de creixement | S'expandeix i desplaça                                               | Envaeix, destrueix i reemplaça teixits                                                        |
| Metàstasis          | No                                                                   | Sí                                                                                            |
| Efecte a la salud   | Generalment no ocasiona la mort                                      | Por ocasionar la mort si no es diagnostica i subministra tractament                           |

Però de les característiques anteriors sempre hi ha excepcions. Per exemple el carcinoma basocel·lular, el càncer més habitual de la pell, només de forma excepcional metastatitza. O el meningioma que, tot i ser una neoplàsia benigna, segons sigui la seva localització i dimensions provoca una afectació neurològica de naturalesa compressiva, la qual pot ser greu i de vegades causar la mort. Des del punt de vista histopatològic el fibroelastoma papil·lar recurrent és un tumor benigne, però el seu comportament biològic és el d'una neoplàsia maligna. Val a dir que les neoplàsies benignes del cor són extremadament infreqüents i no acostumen a provocar una simptomatologia destacable, però algunes d'elles poden ser causa d'una mort sobtada, per exemple els lipomes cardíacs. Els coristomes, encara que formen masses no es consideren veritables neoplàsies, ja que són grups de cèl·lules normals que apareixen en llocs on habitualment no hi són presents.